# ألكس سيرانو
ألكس سيرانو (بالإسبانية: Álex Serrano) هو لاعب كرة قدم إسباني، ولد في 6 فبراير 1995 في برشلونة في إسبانيا. شارك مع منتخب إسبانيا تحت 16 سنة لكرة القدم ومنتخب إسبانيا تحت 17 سنة لكرة القدم ومنتخب إسبانيا تحت 18 سنة لكرة القدم ومنتخب إسبانيا تحت 19 سنة لكرة القدم. أما مع النوادي، فقد لعب مع ريال سبورتينغ خيخون وسبورتينغ خيخون ب.

## وصلات خارجية
- ألكس سيرانو على موقع قاعدة بيانات كرة القدم.إي يو (الإنجليزية)
- ألكس سيرانو على موقع Soccerway.com (الإنجليزية)
- ألكس سيرانو على موقع AS.com (الإسبانية)